# Калиновка (Дагестан)
Калиновка — село в Тарумовском районе Дагестана. Административный центр сельского поселения сельсовет «Калиновка».

## География
Расположено в 15 км к югу от районного центра села Тарумовка. Находится на правом берегу реки Прорва, вдоль восточной окраины села проходит Чилимный канал.

## История
Основано на землях помещика Даврота, переселенцами из станицы Калиновской Терской области (откуда и название).

## Население
| 1926 | 1970  | 1989  | 2002  | 2010  | 2021  |
| ---- | ----- | ----- | ----- | ----- | ----- |
| 374  | ↗1268 | ↗1672 | ↗1774 | ↗1805 | ↗2194 |

До середины 80-х годов основным населением села были русские. Но в связи с начавшимся большим притоком переселенцев с гор и оттоком русскоязычного населения из района произошла перестройка национального состава села. В настоящее время русские в селе составляют менее половины населения.
Национальный состав
По данным Всесоюзной переписи населения 1926 года:
| № | Национальность | Численность, чел. | Доля |
| - | -------------- | ----------------- | ---- |
| 1 | русские        | 354               | 95 % |
| 2 | поляки         | 20                | 5 %  |

По результатам Всероссийской переписи населения 2010 года:
| № | Национальность | Численность, чел. | Доля   |
| - | -------------- | ----------------- | ------ |
| 1 | даргинцы       | 996               | 55,2 % |
| 2 | лезгины        | 338               | 18,7 % |
| 3 | русские        | 246               | 13,6 % |
| 4 | казахи         | 48                | 2,7 %  |
| 5 | кумыки         | 43                | 2,4 %  |
| 6 | аварцы         | 38                | 2,1 %  |
| 7 | ногайцы        | 30                | 1,7 %  |
| 8 | лакцы          | 26                | 1,4 %  |
| 9 | другие         | 40                | 2,2 %  |

## Хозяйство
Колхоз им. XX партсъезда